# Ángel Javier Pérez Pueyo
Ángel Javier Pérez Pueyo (Ejea de los Caballeros, 18 de agosto de 1956) es un sacerdote y obispo español que se desempeña como obispo de Barbastro-Monzón.

## Biografía
Ángel Javier nació el 18 de agosto de 1956, en el municipio español de Ejea de los Caballeros, Zaragoza. Hijo del segundo matrimonio de Rodrigo Pérez Fuertes (1924-2012) y Carmen Pueyo (1929-2005).
En 1966, ingresó en el Seminario Menor Metropolitano de Zaragoza cursando estudios hasta 1972, cuando pasa al Seminario Mayor para estudiar el Curso de Orientación Universitaria. Por recomendación de sus formadores, estudió Magisterio en la Escuela Universitaria de Formación del Profesorado de Educación General Básica "Virgen del Pilar".
En 1974 ingresó en el Centro Regional de Estudios Teológicos de Aragón. En 1977 se traslada a Salamanca para continuar sus estudios en el Aspirantado Maestro Ávila, casa de formación de la Hermandad de Sacerdotes Operarios Diocesanos, finalizando sus estudios en Teología en 1979, en la Universidad Pontificia de Salamanca. 
Posteriormente, obtuvo la licenciatura en Filosofía y Ciencias de la educación, por la Universidad de Salamanca.

### Vida religiosa
Tras finalizar sus estudios, ingresó a la Hermandad de Sacerdotes Operarios Diocesanos.
Su ordenación sacerdotal fue el 19 de marzo de 1980, en Plasencia, a manos del obispo Antonio Vilaplana Molina; con cartas dimisorias del arzobispo de Zaragoza.
Como sacerdote desempeñó los siguientes ministerios:
- Formador y profesor en el Seminario Menor de Plasencia (1979-1980).
- Formador en el Seminario Menor de Tarragona; tutor y profesor en el Colegio-Seminario (1980-1985).[4]
- Rector del Aspirantado Menor de la Hermandad, en Salamanca; profesor y tutor en el Colegio Maestro Ávila (1985-1990).[3]
- Miembro del Consejo Central y Coordinador Pastoral de la Hermandad (1990-1996).[3]

En este periodo, colaboró en los cursos para formadores de varios seminarios de América Latina y en los organizados por la Comisión Episcopal de Seminarios de la Conferencia Episcopal Española (CEE). En 1994 participó en Itaicí (Brasil) en el I Congreso Continental Latinoamericano de Vocaciones.
- Director general de la Hermandad (1996-2008).[4]

En 1997, participó en el Congreso sobre secularidad del presbítero diocesano organizado por la Comisión Episcopal del Clero de la Conferencia Episcopal Española.
- Secretario Técnico de la Comisión de Seminarios y Universidades de la CEE (2008-2013).[5]
- Rector del Pontificio Colegio Español de San José (2013-2014).[6]

## Episcopado

### Obispo de Barbastro-Monzón
El 27 de diciembre de 2014, el papa Francisco lo nombró obispo de Barbastro-Monzón. Fue consagrado el 22 de febrero de 2015, en la Catedral de Barbastro; a manos del arzobispo-cardenal Ricardo Blázquez. El 1 de marzo siguiente, entraba en la concatedral de Monzón. Entre julio de 2021 y mayo de 2023, fue presidente del Consejo Regional de la Oficina de Comunicación de la Iglesia en Aragón (OFICIA).
En la Conferencia Episcopal Española (CEE) es miembro de la Comisión Episcopal para los Laicos, Familia y Vida, desde marzo de 2020. Anteriormente, fue miembro de la Comisión Episcopal de Misiones y Cooperación entre Iglesias y de la Comisión Episcopal de Pastoral Social, entre 2017 y 2020. También fue miembro de la Comisión de Seminario y Universidades de la CEE (2015-2017).